# Лийвен Геварт
Лийвен Геварт (на нидерландски: Lieven Gevaert) е белгийски предприемач и общественик.

## Биография
Лийвен Геварт е роден на 28 май 1868 година в Антверпен. През 1889 година открива с майка си работилница за производство на фотографска хартия. Предприятието се разраства и се превръща в едно от най-големите в сектора, като от 1897 година основното производство е концентрирано в Мортсел. След смъртта на Лийвен Геварт то се слива с германската фирма Агфа, образувайки Агфа-Геварт.
Лийвен Геварт развива и активна обществена дейност, превръщайки се в една от видните фигури на Фламандското движение. Повлиян във възгледите си от папската енциклика „Rerum Novarum“ и публикациите на Лодевейк Де Рат, той подкрепя редица инициативи за развитие на образованието на нидерландски език и за утвърждаването на езика в деловия живот. Геварт е сред основателите и първи ръководител на Фламандския икономически съюз, голяма асоциация на предприятия от фламандскоезичната част на Белгия.
Лийвен Геварт умира на 2 февруари 1935 година в Хага.